# ヘルフェジーク
ヘルフェジーク (ドイツ語: Helvesiek) は、ドイツ連邦共和国ニーダーザクセン州のローテンブルク（ヴュンメ）郡に属す町村（以下、本項では便宜上「町」と記述する）で、ザムトゲマインデ・フィンテルを構成する自治体の一つである。

## 地理
ヘルフェジークは、シェーセルとジッテンゼンとの間に位置し、ザムトゲマインデ・フィンテルに属す。ヘルフェジークには良く整備された道路が通り、消防署、パン屋、レストランがある。

## 行政

### 議会
この町の町議会は10議席からなる。

## 引用
1. ↑  Landesamt für Statistik Niedersachsen, LSN-Online Regionaldatenbank, Tabelle A100001G: Fortschreibung des Bevölkerungsstandes, Stand 31. Dezember 2023